# Jean-Frédéric Chapuis
Jean Frédéric Chapuis (ur. 2 marca 1989 w Bourg-Saint-Maurice) – francuski narciarz dowolny, specjalizujący się w skicrossie. W 2014 roku wywalczył złoty medal na igrzyskach olimpijskich w Soczi. Złoto w tej konkurencji wywalczył również podczas mistrzostw świata w Voss w 2013 roku. Brał też udział na mistrzostwach świata w Kreischbergu w 2015 roku, gdzie w skicrossie, przegrywając tylko z Filipem Flisarem ze Słowenii. W Pucharze Świata zadebiutował 18 grudnia 2010 roku w Innichen, gdzie zajął ósme miejsce. Na podium zawodów tego cyklu po raz pierwszy stanął 26 lutego 2012 roku w Bischofswiesen, kończąc rywalizację na trzeciej pozycji. W zawodach tych wyprzedzili go tylko Filip Flisar i David Duncan z Kanady. Najlepsze wyniki osiągnął w sezonach 2014/2015 i 2015/2016, kiedy to zajmował trzecie miejsce w klasyfikacji generalnej, a w klasyfikacji skicrossu zdobywał Małą Kryształową Kulę. Najlepszy w klasyfikacji skicrossu był także w sezonie 2016/2017, a w sezonie 2017/2018 i 2018/2019 był drugi.

## Osiągnięcia

### Igrzyska olimpijskie
| Miejsce | Dzień     | Rok  | Miejscowość | Konkurencja | Zwycięzca   |
| ------- | --------- | ---- | ----------- | ----------- | ----------- |
| 1.      | 20 lutego | 2014 | Soczi       | Skicross    | -           |
| 13.     | 21 lutego | 2018 | Pjongczang  | skicross    | Brady Leman |

### Mistrzostwa świata
| Miejsce | Dzień       | Rok  | Miejscowość   | Konkurencja | Zwycięzca             |
| ------- | ----------- | ---- | ------------- | ----------- | --------------------- |
| 1.      | 10 marca    | 2013 | Voss          | Skicross    | -                     |
| 2.      | 21 stycznia | 2015 | Kreischberg   | Skicross    | Filip Flisar          |
| 25.     | 18 marca    | 2017 | Sierra Nevada | Skicross    | Victor Öhling Norberg |
| 5.      | 2 lutego    | 2019 | Solitude      | Skicross    | François Place        |
| 22.     | 13 lutego   | 2021 | Idre Fjäll    | Skicross    | Alex Fiva             |

### Puchar Świata

#### Miejsca w klasyfikacji generalnej
- sezon 2010/2011: 76.
- sezon 2011/2012: 23.
- sezon 2012/2013: 22.
- sezon 2013/2014: 21.
- sezon 2014/2015: 3.
- sezon 2015/2016: 3.
- sezon 2016/2017: 4.
- sezon 2017/2018: 14.
- sezon 2018/2019: 7.

#### Zwycięstwa w zawodach
1. Åre – 17 marca 2013 (skicross)
2. La Plagne – 23 marca 2014 (skicross)
3. Åre – 15 lutego 2015 (skicross)
4. Tegernsee – 21 lutego 2015 (skicross)
5. Tegernsee – 22 lutego 2015 (skicross)
6. Megève – 14 marca 2015 (skicross)
7. Val Thorens – 12 grudnia 2015 (skicross)
8. Innichen – 19 grudnia 2015 (skicross)
9. Watles – 16 stycznia 2016 (skicross)
10. Nakiska – 23 stycznia 2016 (skicross)
11. Val Thorens – 9 grudnia 2016 (skicross)
12. Montafon – 17 grudnia 2016 (skicross)
13. Feldberg – 4 lutego 2017 (skicross)
14. Feldberg – 5 lutego 2017 (skicross)
15. Idre – 14 stycznia 2018 (skicross)
16. Idre – 20 stycznia 2019 (skicross)
17. Feldberg – 17 lutego 2019 (skicross)
18. Veysonnaz – 17 marca 2019 (skicross)

#### Pozostałe miejsca na podium w zawodach
1. Bischofswiesen – 26 lutego 2012 (skicross) – 3. miejsce
2. Åre – 16 marca 2013 (skicross) – 3. miejsce
3. Val Thorens – 15 grudnia 2013 (skicross) – 3. miejsce
4. Val Thorens – 9 stycznia 2015 (skicross) – 2. miejsce
5. Åre – 14 lutego 2015 (skicross) – 2. miejsce
6. Megève – 13 marca 2015 (skicross) – 3. miejsce
7. Innichen – 20 grudnia 2015 (skicross) – 2. miejsce
8. Pjongczang – 28 lutego 2016 (skicross) – 3. miejsce
9. Arosa – 13 grudnia 2016 (skicross) – 3. miejsce
10. Watles – 14 stycznia 2017 (skicross) – 3. miejsce
11. Montafon – 15 grudnia 2017 (skicross) – 3. miejsce
12. Idre – 13 stycznia 2018 (skicross) – 3. miejsce
13. Sołniecznaja dolina – 3 marca 2018 (skicross) – 3. miejsce
14. Sołniecznaja dolina – 23 lutego 2019 (skicross) – 3. miejsce
15. Val Thorens – 7 grudnia 2019 (skicross) – 3. miejsce